# خانه پوشالی (فیلم ۱۹۶۸)
خانه پوشالی (انگلیسی: House of Cards) فیلمی آمریکایی در سبک مرموز به کارگردانی جان گیلرمین است که در سال ۱۹۶۸ منتشر شد.
این فیلم در ایتالیا و فرانسه تصویربرداری شد و دومین همکاری مشترک جان گیلرمین و جورج پپارد محسوب می‌شود.

## بازیگران
- جورج پپارد
- اینگر استیونس
- اورسن ولز
- کیث میشل
- مَـکسین آدلی
- رالف مایکل
- پِیشنس کولی‌یر
- آوه نیناچی
- ژنویو کلونی
- ژاک رو
- بارنبی شاو
- پیتر بیلیس
- ویلیام جاب
- رنتسو پالمر
- فرانچسکو موله